# Flight West Airlines
Flight West Airlines è stata una compagnia aerea regionale australiana con sede a Brisbane, Queensland. Fondata nel maggio 1987, ha operato prevalentemente nel Queensland. La compagnia aerea è entrata in liquidazione volontaria il 19 giugno 2001 prima di essere venduta alla Queensland Aviation Holdings, la capogruppo di Alliance Airlines nel mese di aprile 2002.

## Storia

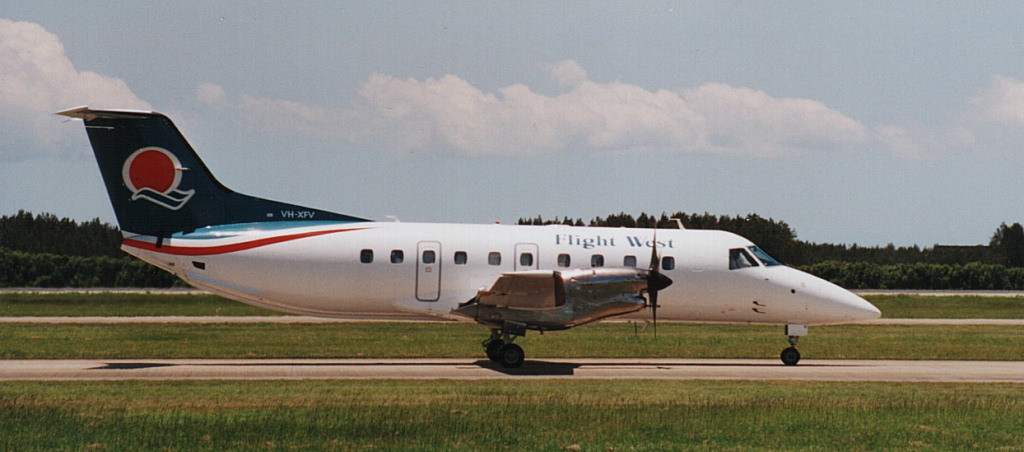
Uno dei Brasilias di Flight West all'aeroporto di Brisbane nel dicembre 1999.

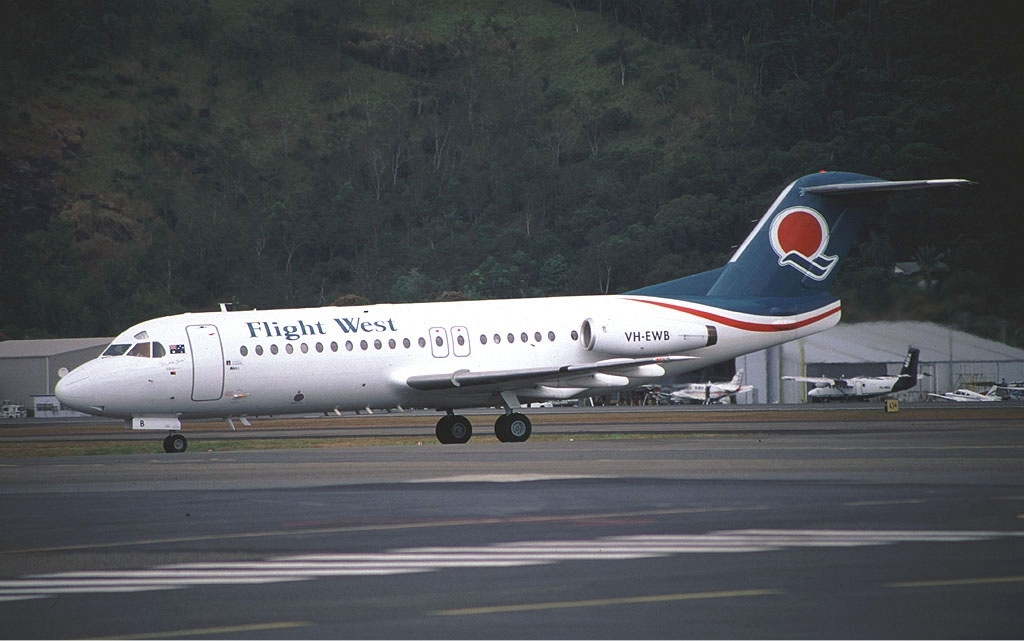
Fokker F28 nel luglio 2000, acquisita da Ansett Australia in 1997.

Flight West Airlines è stato istituito da Sir Dennis Buchanan in 1987 per operare servizi di trasporto passeggeri sovvenzionati a comunità remote sui contratti del governo del Queensland.
Inizialmente la compagnia aerea utilizzava i velivoli Beechcraft Super King Air su questi servizi da una base a Brisbane e poi si espanse rapidamente, aggiungendo DHC-6 Twin Otter e un EMB 110 alla flotta. Una seconda base è stata stabilita a Cairns. È stato presto operativo la più estesa rete di rotte in tutto il Queensland regionale.
Da basi a Brisbane, Townsville e Cairns ha servito grandi città e piccole comunità regionali in tutto lo stato, comprese le comunità sulla penisola di Cape York e nello stretto di Torres, principali città costiere e isole, e le città e le città in Occidente Queensland.
La compagnia aerea era affiliata (ma indipendente da) Ansett Australia Airlines che cessò le operazioni il 14 settembre 2001. Prima di entrare in liquidazione nel giugno 2001, Flight West ha servito 34 destinazioni e impiegato oltre 420 dipendenti.
Nell'aprile 2002, il certificato di operatore aereo di Flight West è stato acquistato da Alliance Airlines.